# Nambara Shigeru

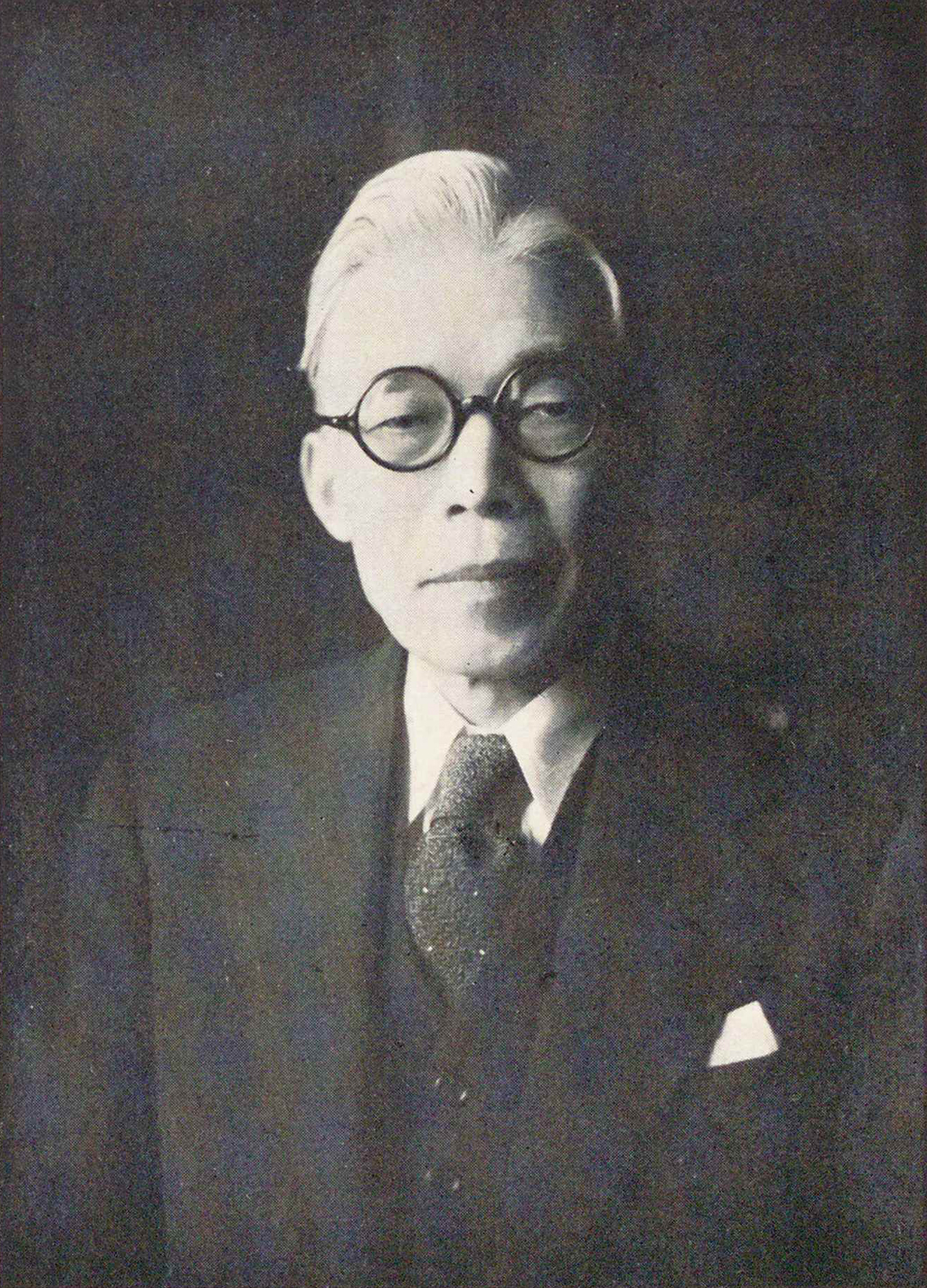
Nambara Shigeru

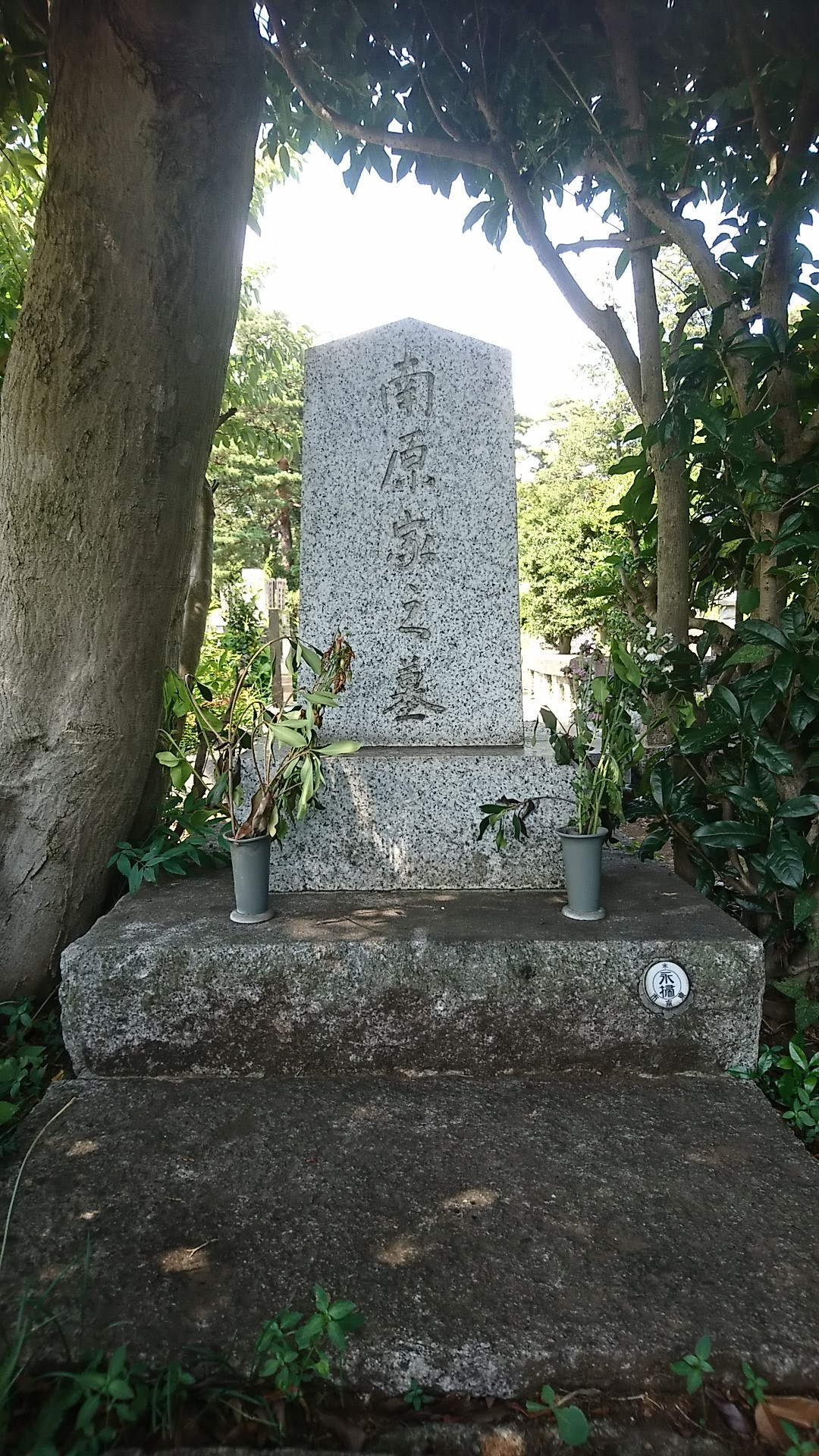
Nambaras Grab auf dem Friedhof Tama

Nambara Shigeru (japanisch 南原 繁; geb. 5. September 1889 in Hiketa (Präfektur Kagawa); gest. 19. Mai 1974 in Tōkyō) war ein japanischer Politikwissenschaftler.

## Leben und Werk
Nambara Shigeru begann sich als Student an der Universität Tōkyō für das Christentum zu interessieren, insbesondere durch die Bewegung „Mukyōkai“, die „Kirchenfreie Bewegung“, im Jahr 1901 propagiert von Uchimura Kanzō (1861–1930). 1914, nach seinem Studienabschluss an der Juristischen Fakultät, trat er ins Innenministerium ein. 1921 kehrte er an seine Alma Mater zurück und wurde dort Assistenzprofessor, 1925 Professor. Während des Pazifikkriegs sprach er sich als Liberaler und Christ gegen die militaristische Regierung aus.
Nach dem Krieg war er von 1945 bis 1951 Präsident der Universität Tōkyō, wurde dann als „Meiyo Kyōju“ verabschiedet. Er war Mitglied verschiedener Komitees der Regierung zur Erziehungsreform. In diesen Funktionen setzte er sich stark für die Freiheit der akademischen Lehre ein. Er kritisierte auch die Politik des Premierministers Yoshida Shigeru und widersetzte sich einer Revision der Verfassung von 1947. Von 1970 bis 1974 war er Präsident der Akademie der Wissenschaften. Nambara ist auch als Verfasser von Gedichten bekannt, die er 1948 unter dem Titel „Keizō“ (形相) – „Erscheinung“ veröffentlichte.
Nambaras zahlreiche Arbeiten sind in „Nambara Shigeru Chosaku-shū“ (南原繁著作集) zusammengefasst, sechs Bänden, die von 1972 bis 1973 erschienen.